# Шальников, Евгений Михайлович
Евгений Михайлович Шальников (8 декабря 1929, Владивосток — 31 августа 2003, Пермь) — советский актёр театра и кино, педагог, народный артист РСФСР.

## Биография
Евгений Михайлович Шальников родился 8 декабря 1929 года во Владивостоке. Его отец, Шальников Михаил Васильевич, работал механиком на судах Дальневосточной китобойной флотилии, мать, Шальникова Татьяна Владимировна — бухгалтером в «Сахалинрыбпроме». После окончания в 14 лет школы-семилетки поступил во Владивостокский драматический театр, в котором сначала работал помощником сцены. Был спортсменом, входил в состав юношеской баскетбольной команды Приморского края, в 1947 году участвовал в Спартакиаде народов РСФСР в Москве. Окончил студию при театре и в 1949—1955 годах стал в этом же театре актёром. 
В 1955—1957 годах играл в Иркутском областном драматическом театре. Затем вновь вернулся во Владивосток в родной Приморский драматический театр имени Горького, в котором выступал с 1957 по 1978 год. С 1975 года работал директором театра.
В 1978—2001 годах служил в Пермском академическом театре драмы.
Был артистом большого сценического масштаба, щедрого таланта. За театральную карьеру сыграл более 150 ролей. Занимался педагогической деятельностью: возглавлял школьный театр Дома пионеров Владивостока; преподавал мастерство актёра в Дальневосточном педагогическом институте искусств во Владивостоке; работал со студентами актёрского факультета Пермского государственного института искусств и культуры. 
Умер 31 августа 2003 года в Перми, похоронен на Южном кладбище.

## Награды и премии
- Нагрудный значок «Отличник культурного шефства над Вооружёнными Силами СССР» (1965).
- Заслуженный артист РСФСР (23.08.1965).
- Народный артист РСФСР (19.08.1971).
- Почётные грамоты Пермского горкома КПСС, исполкома Пермского областного Совета народных депутатов, администрации Пермской области.

## Работы в театре
- «Горе от ума» А. С. Грибоедова — Фамусов
- «Егор Булычов и другие» М. Горького — Егор Булычов
- «Виндзорские насмешницы» У. Шекспира — Фальстаф
- «Гнездо глухаря» В. С. Розова — Судаков
- «Семейный портрет с посторонним» С. Л. Лобозёрова — Тимофей
- «Испанский священник» Дж. Флетчера — Лопес
- «Правда — хорошо, а счастье лучше» А. Н. Островского — Грознов
- «Дядя Ваня» А. Чехова — Серебряков
- «Юлий Цезарь» У. Шекспира — Брут
- «Дело Артамоновых» М. Горького — Пётр
- «На дне» М. Горького — Лука
- «Фальшивая монета» М. Горького — Яковлев
- «Традиционный сбор» В.С. Розова — Сергей
- «Омут» по повести Бальзака — Филипп Бридо
- «Человек и глобус» В. Лаврентьева — академик Бармин
- «Собака на сене» Лопе де Веги — маркиз Рикардо
- «Разлом» Б. Лавренёва — Артём Годун
- «Хлеб» В. Киршона — Михайлов
- «Рельсы гудят» В. Киршона — пожилой рабочий
- «Неравный брак» Б. Шоу — Владимир Михайлович
- «Американская трагедия» по Т. Драйзеру
- «Трое»
- «Разбуженная совесть»

## Фильмография
1. 1967 — Пароль не нужен — Фёдор Петров
2. 1971 — Путина — эпизод
3. 1976 — Солдаты свободы — Малиновский, генерал армии
4. 1980 — Гражданин Лёшка — эпизод